# Błękitna Kurtka
Błękitna Kurtka, w rzeczywistości Weyapiersenwah, ang. „Blue Jacket” (ur. ok. 1743, zm. ok. 1810) – wódz wojenny indiańskiego plemienia Szaunisów, znanym jako obrońca ziem plemiennych położonych w Kraju Ohio. Był wybitnym przywódcą Indian podczas Wojny z Indianami Północnego Zachodu, w czasie której wieloplemienna konfederacja stoczyła kilka bitew z nowo powstałymi Stanami Zjednoczonymi; był też poprzednikiem sławnego wodza Szaunisów Tecumseha.

## Młodość i kwestia pochodzenia
Niewiele wiadomo o dzieciństwie i młodości Błękitnej Kurtki. Po raz pierwszy pojawił się w zapiskach historycznych w roku 1773, gdy był już człowiekiem dorosłym i wodzem. W tym właśnie roku brytyjski misjonarz odwiedził wioski Szaunisów nad rzeką Scioto i odnotował, że wioska Błękitnej Kurtki mieściła się nad Deer Creek w dzisiejszym hrabstwie Ross.
W roku 1877 wiele lat po śmierci Błękitnej Kurtki opublikowano informację, że de facto był to biały człowiek nazwiskiem Marmaduke Van Swearingen, który został schwytany i adoptowany przez Szaunisów w latach siedemdziesiątych XVIII wieku, mniej więcej w czasie amerykańskiej wojny rewolucyjnej. Historia ta, spopularyzowana przez autora powieści historycznych Allana W. Eckerta w końcu lat sześćdziesiątych XX wieku, jest dobrze znana w Xenia w Ohio, gdzie w latach 1981-2007 rokrocznie odbywała się plenerowa inscenizacja przygód białego wodza Indian.
Mimo upartego podtrzymywania tej wersji wielu kwestionuje jej prawdziwość. Historyczne dane wskazują wyraźnie, że Błękitna Kurtka był znacznie starszy od Marmaduke’a Van Swearingena i w czasie, gdy Van Swearingen został przypuszczalnie schwytany, był powszechnie znanym wodzem. Co więcej, żadna z osób, które znały osobiście Błękitną Kurtkę, nie zostawiła w zapiskach niczego świadczącego, że mógłby być białym. Według historyka Johna Sugdena Błękitna Kurtka był niewątpliwie Szaunisem z urodzenia.
Testy DNA potomków Błękitnej Kurtki i Van Swearingena dostarczyły dodatkowych argumentów przeciwnikom identyczności tych dwóch osób. Po pierwszych testach przeprowadzonych w roku 2000, a także następnych, z zastosowaniem nowoczesnych metod, w roku 2006 opublikowano w The Ohio Journal of Science ostateczne wyniki. Badacze przetestowali próbki pobrane od czterech potomków Charlesa Swearingena, rzekomego brata Błękitnej Kurtki i sześciu potomków syna Błękitnej Kurtki, George’a Blue Jacketa. Opis wyników prowadzi do konkluzji, że „twierdzenie, iż Błękitna Kurtka miał europejskie pochodzenie, nie ma nic wspólnego z rzeczywistością”.

## W walce o stary Północny Zachód
Błękitna Kurtka uczestniczył w wojnie lorda Dunmore’a i w amerykańskiej wojnie rewolucyjnej (po stronie Brytyjczyków), na pierwszym miejscu stawiając prawa Szaunisów do ich ziem. Gdy Brytyjczycy zostali pokonani i powstały Stany Zjednoczone, Szaunisi stracili wartościowego sprzymierzeńca w walce o obronę Kraju Ohio. Wraz z napływem białych osadników walki się nasilały, a Błękitna Kurtka wyrósł na liczącego się przywódcę tubylczego ruchu oporu.
3 listopada 1791 roku siły konfederacji plemion indiańskich, dowodzone przez Błękitną Kurtkę i wodza plemienia Miami Little Turtle, pokonały siły ekspedycji prowadzonej przez Arthura St. Claira, gubernatora Terytorium Północno-Zachodniego. Starcie, znane jako bitwa nad Wabash, było koronnym osiągnięciem w wojennej karierze Błękitnej Kurtki i jednocześnie największą klęską, jaką kiedykolwiek Indianie zadali Amerykanom. Tradycyjnie dowodzenie w tej bitwie przypisywano Little Turtle. John Sugden twierdzi jednak, że Little Turtle sławę zawdzięczał autopromocji, jaką skutecznie uprawiał w późniejszych latach.
Triumf Błękitnej Kurtki nie trwał długo. Amerykanie, wstrząśnięci klęską St. Claira, zbudowali nową, zawodową armię, którą dowodził generał Anthony Wayne. 20 sierpnia 1794 roku wojownicy Błękitnej Kurtki starli się z żołnierzami Wayne’a w bitwie pod zaporą z pni na południe od dzisiejszego Toledo. Armia Błękitnej Kurtki została pokonana, a on sam zmuszony do podpisania 3 sierpnia 1795 traktatu z Greenville i oddania białym większości dzisiejszego stanu Ohio. 
W roku 1805 Błękitna Kurtka podpisał traktat z Fort Industry, tracąc resztę Ohio. W ostatnich latach życia widział rosnący autorytet Tecumseha, który wkrótce miał przejąć jego rolę i spróbować, po raz ostatni, odzyskać ziemie Szaunisów w Kraju Ohio.